# Damstraat (Amsterdam)

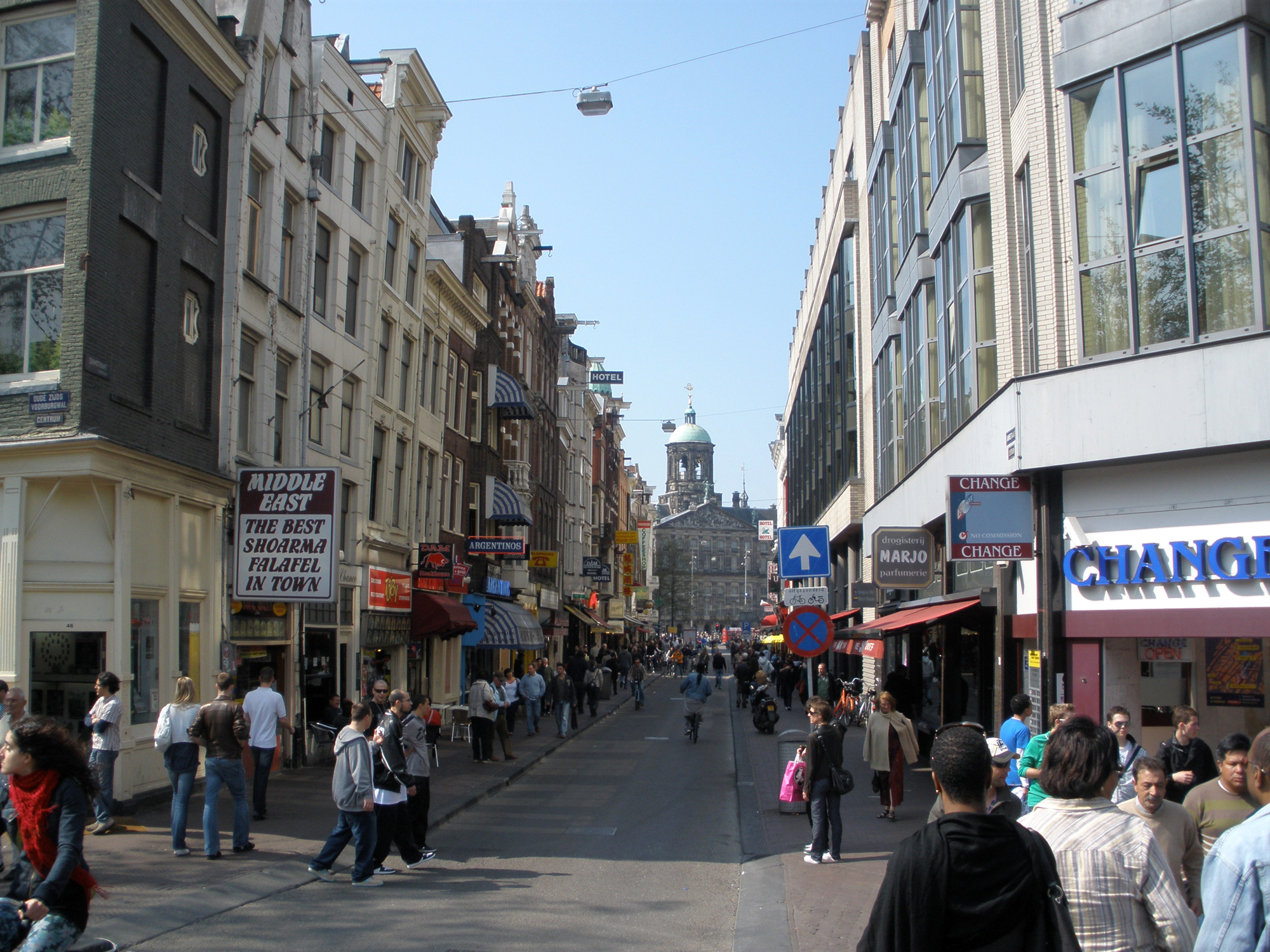
De Damstraat, gezien in westelijke richting naar de Dam vanaf de brug over de Oudezijds Voorburgwal.

De nog niet verbrede Halsteeg voor 1868.

De Damstraat is een zijstraat van de Dam in Amsterdam. De straat loopt in min of meer oostelijke richting vanaf de Dam tot aan de Oudezijds Voorburgwal. In het oostelijk verlengde liggen de Oude Doelenstraat (tussen Oudezijds Voorburgwal en Oudezijds Achterburgwal), de Oude Hoogstraat (tussen Oudezijds Achterburgwal en Kloveniersburgwal) en de Nieuwe Hoogstraat (tussen Kloveniersburgwal en Sint Antoniesbreestraat). Veel bedrijvigheid in de straat is gericht op het toerisme.

## Geschiedenis
Oorspronkelijk lag hier de Halsteeg, vernoemd naar een vlees- en vishal aan de oostkant van de Dam. In de middeleeuwen vormde deze Halsteeg een deel van de belangrijkste oost-westas van Amsterdam, die van de Dam naar de Sint Antoniesdijk liep, destijds de oostgrens van de stad.
In een "keurboek" uit 1413, een van de oudste documenten waarin iets over prostitutie in Amsterdam wordt vermeld, staat een keur waarin werd bepaald dat prostituees mochten werken in de Halsteeg en de parallellopende Pijlsteeg.
De Halsteeg kreeg de naam Damstraat na de verbreding in 1868. Dit was een eerste aanzet van een geplande brede oost-west-verbinding.  Hierbij werd een deel van de bebouwing afgebroken, waaronder het in 1826 geopende eerste sigarenmagazijn van Hajenius.
Het Leger des Heils had sinds 1952 zijn hoofdkwartier aan de Damstraat. Het gebouw werd in de jaren 1990 gekocht door Hotel Krasnapolsky en vervangen door nieuwbouw.
Tijdens het kroningsoproer, de rellen bij de inhuldiging van koningin Beatrix op 30 april 1980, was de straat het toneel van ernstige ongeregeldheden tussen demonstranten en de Mobiele Eenheid.
Op 20 augustus 1983 werd een 15-jarige Antilliaanse jongen, Kerwin Duinmeijer, doodgestoken in de Damstraat. De moord wordt jaarlijks herdacht.